# Списак највиших структура у Србији
Већина највиших зграда у Србији изграђено је у Београду. Тренутно највиша је зграда пословног Кула Београд, која има висину од 168 m. Храм Светог Саве је са 70 метара висином централне куполе и са 82 метара са позлаћеним крстом на централној куполи највиша православна црква у Србији. По својим димензијама рачуна се у највећу православну цркву на свету, шта доводи до погрешног тумачења да је истовременом највиша православна црква на свету.
Највиша зграда у Војводини и 15. у Србији су три солитера на Лиману IV у Новом Саду. Највиши солитер југоисточне Србије и 6. зграда по висини у Србији је ТВ5 Солитер. Авалски торањ је са својих 203 метара највише здање у Србији.

## Највише зграде
- Кула Београд
- Кула West 65 (фотографија настала током изградње у јулу 2021)
- Зграда Ушће
- Београђанка
- Генекс кула
- Рудо, Источна капија Београда
- Солитери на Лиману IV, највише зграде у АП Војводини
- Кула Ушће 1 и Кула Ушће 2 у изградњи (фотографија из 2019)

Списак највиших зграда у Србији.
| Ранг | Име                                   | Локација   | Висина у метрима | Спратност | Година изградње | Напомене | Фотографија |
| ---- | ------------------------------------- | ---------- | ---------------- | --------- | --------------- | --- | ----------- |
| 1    | Кула Београд                          | Београд    | 168              | 42        | 2022.           | Конструкција завршена 2022. године. Иако је кула требало да буде отворена за усељење исте године, од априла 2024. године, кула и даље није отворена. |             |
| 2    | Кула West 65                          | Београд    | 155              | 40        | 2021.           | [ 3 ] [ 4 ] |             |
| 3    | Ушће 1                                | Београд    | 141              | 25        | 1961/2005.      | Зграда потпуно реконструисана 2005. године. Зграда је 2 пута оштећена током НАТО агресије, а након реконструкције добила је још 2 спрата.            |             |
| 4    | Генекс кула                           | Београд    | 135              | 35        | 1980.           | Познатија као Западна капија Београда. |             |
| 5    | Кула Skyline Београд                  | Београд    | 132              | 31        |                 | Конструкција саме зграде завршена. |             |
| 6    | Ушће 2                                | Београд    | 110              | 22        | 2020.           | Свечано отворена у јуну 2020. године. |             |
| 7    | Београђанка                           | Београд    | 101              | 30        | 1974.           | |             |
| 8=   | Рудо А                                | Београд    | 100↑             | 30        | 1976.           | Познатија као Источна капија Београда. |             |
| 8=   | Рудо Б                                | Београд    | 100↑             | 30        | 1976.           | Познатија као Источна капија Београда. |             |
| 8=   | Рудо Ц                                | Београд    | 100↑             | 30        | 1976.           | Познатија као Источна капија Београда. |             |
| 9    | Инекс кула                            | Београд    | 95               | 25        | 1978.           | |             |
| 10   | Стамбене куле у Улици војводе Степе   | Београд    | 91               | 20        | 1976.           | Два солитера са парне стране улице изграђени су 1976, а солитер "Јединство" са непарне стране завршен је 1981. године.                               |             |
| 11   | BW Verde                              | Београд    | 83               | 23        | 2022.           | [ 10 ] |             |
| 12=  | BW Arcadia                            | Београд    | 82               | 24        | 2021.           | [ 11 ] [ 12 ] |             |
| 12=  | BW Aurora                             | Београд    | 82               | 23        | 2021.           | [ 12 ] |             |
| 12=  | BW Vista                              | Београд    | 82               | 23        | 2019.           | [ 13 ] |             |
| 12=  | BW Parkview                           | Београд    | 82               | 23        | 2019.           | [ 14 ] |             |
| 13   | ТВ5 Солитер                           | Ниш        | 81               | 26        | 1973.           | Највиша зграда у Нишу и највиша зграда изван Београда.                                                                                               |             |
| 14   | Пет солитера на Бањици                | Београд    | 60-75            | 18-25     | 1977.           | Пет солитера идентичне структуре, од којих најнижи има 18, а највиши 25 спратова.                                                                    |             |
| 15=  | Блок 23, Кула 1                       | Београд    | 75               | 21        | 1974            | |             |
| 15=  | Блок 23, Кула 2                       | Београд    | 75               | 21        | 1974            | |             |
| 15=  | Блок 23, Кула 3                       | Београд    | 75               | 21        | 1974            | |             |
| 15=  | Три солитера на Лиману IV             | Нови Сад   | 75               | 20        |                 | Највише зграде у Војводини. |             |
| 15=  | Ипсилон                               | Крагујевац | 75               | 17        |                 | |             |
| 16   | BW residences                         | Београд    | 72               | 20        | 2018.           | Комплекс од 2 зграде идентичних димензија. |             |
| 17   | Триангл                               | Пожаревац  | 70               | 18        |                 | |             |
| 18   | Ауто-Кућа                             | Ниш        | 64.5             | 20        |                 | Један од станова са северне стране зграде на 18. спрату је изгорео у пожару.                                                                         |             |
| 19   | Зграде у блоковима 61, 62, 63 и 64    | Београд    | 63.5             | 20        |                 | Највиши спрат налази се на 61 . |             |
| 20   | Хотел Амбасадор                       | Ниш        | 62               | 17        | 1968            | |             |
| 21   | Солитер на почетку булевара Немањића. | Ниш        | 61.5             | 19        |                 | |             |
| 22   | BW Metropolitan                       | Београд    | 60               | 17        | 2021.           | [ 16 ] |             |
| 23   | Лепа Брена                            | Ужице      | 60               | 27        |                 | |             |
| 24   | Зграда Солидарности                   | Смедерево  | 60               | 16        | 1971.           | |             |
| 25   | Палата Албанија                       | Београд    | 58               | 13        | 1940.           | |             |
| 26   | Зграда НИСа                           | Нови Сад   | 57               | 13        | 1998.           | |             |
| 27   | Нова робна кућа                       | Шабац      | 56               | 13        | 1976.           | Највиша зграда у Шапцу. На крају Главне улице. |             |
| 28   | Швајцарија                            | Ниш        | 55.5             | 17        | 1972.           | |             |
| 29   | Солитер на Маргеру                    | Ниш        | 55               | 18        |                 | |             |
| 30   | Три солитера у зетској                | Ниш        | 54               | 18        |                 | |             |
| 31   | Солитер у К. Стефана                  | Ниш        | 51               | 17        |                 | |             |
| 32   | Стамбени солитери                     | Прибој     | 50               | 16+2      | 1981.           | Два идентична солитера, највеће зграде у региону. |             |
| 33   | Генекс бизнис центар                  | Београд    | 45               | 10        | 1989.           | |             |
| 34   | Хотел Србија                          | Београд    |                  |           | 1970.           | |             |
| 35   | Хотел Златибор                        | Ужице      |                  |           | 1981.           | |             |
| 36   | Војномедицинска академија             | Београд    |                  | 14        | 1984.           | |             |
| 37   | Хотел Славија                         | Београд    |                  | 16        | 1962.           | |             |
| 38   | Беобанка                              | Београд    |                  | 13        | 1960.           | |             |

## Највише структуре које се не користе за становање
| Име                                            | Локација  | Висина у метрима | Година          | Напомене                                                                                                   |
| ---------------------------------------------- | --------- | ---------------- | --------------- | --- |
| Емисиони торањ у Звечану (Р.М.Х.К. ТРЕПЧА)     | Звечан    | 306              |                 | |
| Димњак Термоелектране Никола Тесла - Б         | Обреновац | 280              | 1983.           | |
| Димњак Термоелектране Никола Тесла - А (први)  | Обреновац | 220              | 1970.           | |
| Авалски торањ                                  | Београд   | 204,57           | 1965-1999 2009- | Срушен 22. априла 1999. током НАТО агресије. Изградња новог торња почела је 2006, а завршена 2009. године. |
| Пилон моста преко Аде Циганлије                | Београд   | 200              | 2011            | |
| Димњак Термоелектране Никола Тесла - А (други) | Обреновац | 150              | 1970.           | |
| Београдски димњак електране на Дорћолу         | Београд   | 140              | 1987.           | |

## Највиши неизграђени пројекти
Списак највиших зграда у Србији чија је изградња обустављена или одложена.
| Ранг | Име | Локација | Висина у метрима | Спратност | Година | Напомене          |
| ---- | --- | -------- | ---------------- | --------- | ------ | ----------------- |
| 1    |     | Београд  | 333              | 100       | 2010   | Пројекат одбачен. |
| 2    |     | Београд  | 192              | 30        | 2010   | Пројекат одбачен. |

Подаци преузети са: emporis.com 